# Sand Lake, Kearney
Sand Lake är en sjö i Kanada.   Den ligger i Parry Sound District och provinsen Ontario, i den sydöstra delen av landet, 270 km väster om huvudstaden Ottawa. Sand Lake ligger 336 meter över havet. Arean är 5,8 kvadratkilometer. Den sträcker sig 2,7 kilometer i nord-sydlig riktning, och 3,5 kilometer i öst-västlig riktning.
I omgivningarna runt Sand Lake växer i huvudsak blandskog. Trakten runt Sand Lake är nära nog obefolkad, med mindre än två invånare per kvadratkilometer.